# جوسيف بينش
جوسيف بينش (بالتشيكية: Josef Beneš)‏ هو لغوي وكاتب تشيكي، ولد في 11 يناير 1902 في براخاتيتسه في التشيك، وتوفي في 17 ديسمبر 1984 في براغ في التشيك.